# Registry of Toxic Effects of Chemical Substances
El Registry of Toxic Effects of Chemical Substances (RTECS) és un registre d'efectes tòxics de substàncies químiques, és un registre d'informació de toxicitat compilant la bibliografia científica oberta. Fins a l'any 2001 va ser mantinguda pel National Institute for Occupational Safety and Health (NIOSH) i actualment és mantingut per l'empresa privada Elsevier MDL. El fitxer inclou sis tipus de dades sobre toxicitat. Ho va impulsar inicialment el Congrés dels Estats Units.